# Fernando De Luca
Fernando De Luca (Roma, 19 febbraio 1961) è un clavicembalista, organista e compositore italiano.

## Biografia
Fernando De Luca inizia giovanissimo gli studi musicali, dedicandosi prima all'organo, poi al pianoforte, diplomandosi nel 1987 sotto la direzione di Velia De Vita.
Ha studiato inoltre contrappunto e basso continuo con Mons. Domenico Bartolucci, maestro di cappella della Cappella Sistina.
Nel 1992 ha conseguito il diploma di clavicembalo presso il Conservatorio di Santa Cecilia di Roma sotto la direzione di Paola Bernardi, con il massimo dei voti e la lode.
Nello stesso anno, su segnalazione del Direttore, riceve dall'ARAM il premio Marcello Intendente come miglior diploma dell'anno accademico.
Si interessa al problema dell'interpretazione filologica del repertorio clavicembalistico dei secoli XVII e XVIII, prestando particolare attenzione allo studio e alla pratica delle accordature storiche.
Nel 1994 ha vinto il primo premio al concorso di clavicembalo Gambi del Conservatorio Gioacchino Rossini di Pesaro
Dal 1994 al 2003, sia come solista che in formazioni da camera, è stato invitato da numerose istituzioni concertistiche italiane e straniere come il Gonfalone (Roma), Orchestra Regionale del Lazio, Estate Fiesolana, Sagra musicale umbra, Segni barocchi, Santa Cecilia, il Festival Barocco Salentino, il Festival Tagliacozzo, l'Accademia di Francia di Villa Medici.
Dal 1999 è clavicembalista del CIMA (Centro Italiano per la Musica Antica), con il quale esegue tra gli altri The Fairy Queen di Purcell, il Messiah di Händel, il Magnificat di Bach, varie cantate di Telemann, Funeral Anthem, Hercules e Judas Maccabaeus di Händel, sotto la direzione del Maestro Sergio Siminovich.
Nel 2001 ha fatto parte del Comitato Nazionale, presieduto dal Prof.Mario Valente, per le celebrazioni del terzo centenario della nascita di Metastasio. Come insegnante di clavicembalo, collabora all'esecuzione di due oratori su testo di Metastasio, la Passione di Gesù Cristo di Antonio Salieri e Giuseppe Riconosciuto di Pasquale Anfossi, eseguiti a Roma nella Chiesa delle Stimmate (registrato da Raisat e Radio Tre) e a Vienna nella Minoritenkirche e nella Michaelerkirche.
È stato anche basso continuo del gruppo dell'Accademia Barocca di Santa Cecilia per 10 anni.
Si esibisce in concerti solistici e d'insieme in Canada (2009), Germania e Regno Unito (2021), Montenegro (2013) e Lettonia (2014).
Dal 2004 al 2021 ha ricoperto la cattedra di clavicembalo presso il Conservatorio Giovanni Pierluigi da Palestrina di Cagliari.
Dal 2021 è titolare della stessa cattedra presso il Conservatorio Antonio Vivaldi di Alessandria.
È autore di numerose sonate per clavicembalo e flauto, oboe, violino, viola da gamba, liuto, oltre a brani di musica vocale e da camera.
Nel 1991 è stato il primo a eseguire l'opera omnia per clavicembalo di Joseph-Nicolas-Pancrace Royer e ha fondato nel 2006 la “Sala del Cembalo del Caro Sassone”, inizialmente destinata a realizzare la pubblicazione on line dell'opera omnia per clavicembalo di Georg Friedrich Händel, oltre a rari repertori francesi, tedeschi, inglesi e italiani, come le opere complete di Richard Jones, Thomas Chilcot, Thomas Arne, Jean-Baptiste Loeillet, Pierre Février, François d'Agincourt, John Sheeles e molti altri, che oggi è diventata la più grande fonte di registrazioni effettuate da un clavicembalista professionista nel mondo. Accanto al sito sta prendendo forma una Web Radio, “la Sala del Cembalo”, con lo scopo di diffondere queste registrazioni e la diffusione di tematiche inerenti questo periodo musicale (podcast).
Ha pubblicato le 12 Suites di Johann Mattheson per clavicembalo esclusivamente per l'Associazione Clavicembalistica di Bologna.
Al suo attivo vari CD registrati presso la Urania Records (Nicolas Siret, Georg Friedrich Händel), presso la Brilliant Classics (opera completa per tastiera di Christoph Graupner, musica completa per clavicembalo di Cristophe Moyreau, musica completa per clavicembalo di Charles-Alexandre Jollage).
Presso Da Vinci Classics è in corso di pubblicazione l'opera omnia per clavicembalo di Georg Friedrich Händel.

## Discografia
- 2017 - Nicolas Siret: The Complete  Harpsichord works (Urania Records)
- 2018 - George Friederic Handel: Complete Preludes & Toccatas  from the Bergamo Manuscript[16](Urania Records)
- 2021- Christoph Graupner: Complete Harpsichord Music (Brilliant Classics)
- 2022 - Cristophe Moyreau: Complete Harpsichord Music (Brilliant Classics)
- 2023 - Pierre Thomas Dufour: Pièces de Clavecin[17] (Brilliant Classics)
- 2023 - Charles-Alexandre Jollage: Premier livre de Pièces de Clavecin (Brilliant Classics)
- 2024 - Pierre - Claude Foucquet: Pièces de clavecin[18] (Brilliant Classics)
- 2024 - George Friederic Handel: Complete Harpsichord Music Vol. 1 (Da Vinci Classics)
- 2024 - George Friederic Handel: Complete Harpsichord Music Vol. 2  (Da Vinci Classics)
- 2024 - Beauvarlet-Charpentier: 1er livre de Pièces de Clavecin (Brilliant Classics)